# Bert-Åke Varg
Bert-Åke Varg, folkbokförd Bert Åke Varg, ursprungligen Lundström, född 27 april 1932 i Hörnefors församling i Västerbottens län, död 31 december 2022 i Oscars distrikt i Stockholm, var en svensk skådespelare och sångare.

## Biografi
Bert-Åke Varg fick sin teaterutbildning vid Calle Flygare Teaterskola i Stockholm. Han slog igenom som grammofonsångare med Kökspolkan 1956. Han visade sig tidigt vara en mångsidig artist och lärde sig att steppa på 16 dagar när han fick hoppa in som ersättare för Nils Poppe i musikalen Lorden från gränden i slutet av 1950-talet.
Varg var en pålitlig artist i många revyer, bland annat hos Hagge Geigert i Uddevalla, i Kar de Mumma-revyn på Folkan och på senare år med Ulf Larsson på Nya Casinoteatern i Stockholm. Han hade inofficiellt svenskt rekord i filmdubbning och hans röst blev välkänd från bland annat Fablernas värld, Djungelboken, Tintin, Super-Ted, Starzinger och Asterix. På Tintinskivorna spelade han dels betjänten Nestor, dels de båda diplomdetektiverna Dupond och Dupont. På 1970-talet medverkade han som ugglan Helge i det populära barnprogrammet Från A till Ö med Birgitta Andersson i huvudrollen. Han medverkade i krogshower, berättade roliga historier i TV-serien Pratmakarna och var under en kort period anställd vid Stockholms Stadsteater samt spelade i ett flertal reklamfilmer på biografer under 1970-talet.
Tillsammans med Eva Bysing gjorde Varg succé i tv-underhållningen Fint som snus 1973 och 1977. En annan insats var rollen som målaren Fabian i Gideon Wahlbergs folklustspel Grabbarna i 57:an 1978 som gjordes för TV. Bert-Åke Varg fick många att höja på ögonbrynen när han gjorde dundersuccé som teaterdirektören Firmin i långköraren Fantomen på Operan på Oscarsteatern 1989–1995, där han utan några som helst skolor sjöng rena operapartier. Insatsen gav honom 1989 Guldmasken för "Bästa manliga biroll". Under 1990-talet blev han också känd för rollen som maskinisten Gustav Sjögren i tv-serien Rederiet.
Varg är gravsatt på Galärvarvskyrkogården

### Familj
Bert-Åke Varg var son till sulfitarbetaren Torsten Lundström (1906–1972) och Helmi Margareta, ogift Andersson (1908–1959). Han var från 1960 gift med Annette Lönnborg (1936–1993) och fick med henne tre barn.. I slutet av 1970-talet antog familjen namnet Varg, som tidigare var hans artistnamn. År 1997 gifte han sig med Julianna Varg (född 1947 i Ungern).

## Filmografi i urval[14]
- 1953 – Alla tiders 91:an Karlsson
- 1954 – Östermans testamente
- 1959–1964 – Tintins äventyr (TV-serie) (röst)
- 1965 – Serverat, Ers Majestät
- 1966 – Doktor Knock
- 1966 – Träfracken
- 1966 – Operation Argus (TV-serie)
- 1966 – Nummer i kön
- 1967 – Lorden från gränden
- 1967 – Djungelboken (röst)
- 1967 – Gumman som blev liten som en tesked (TV-serie)
- 1967 – Asterix och hans tappra galler (röst)
- 1968 – Åsa-Nisse och den stora kalabaliken
- 1968–1992 – Fablernas värld (TV-serie) (röst)
- 1968 – Klart spår till Tomteboda (TV-serie)
- 1968 – Asterix och Kleopatra (röst)
- 1969 – Biprodukten
- 1969 – Mästerkatten i stövlar (röst)
- 1969 – Eva – den utstötta
- 1969 – Solens tempel (röst)
- 1969 – Åsa-Nisse i rekordform
- 1970 – Mumintrollet (TV-serie)
- 1970 – Simma lugnt - Mer ur Fablernas värld (röst)
- 1970 – Som hon bäddar får han ligga
- 1970 – Aristocats (röst)
- 1971 – Jakten på skattkammarön (röst)
- 1971 – Exponerad
- 1971 – Det hemliga vapnet (LP) (röst) (även producent)
- 1972 – Mästerkatten i vilda västern (röst)
- 1972 – Den svarta ön (LP) (röst) (även regi)
- 1972 – Firmafesten
- 1972 – Den mystiska stjärnan (LP) (röst) (även regi)
- 1972 – Tintin i hajsjön (röst)
- 1972 – Barnen i Höjden (TV-serie)
- 1973 – Ett resande teatersällskap (TV-serie)
- 1973 – Fantastiska Wilbur (röst)
- 1973 – Krabban med guldklorna (LP) (röst) (även regi)
- 1973 – Stenansiktet
- 1973 – Bröllopet
- 1973 – Plan 714 till Sydney (LP) (röst) (även regi)
- 1973 – Bröderna Malm (TV-serie)
- 1974 – Dunderklumpen! (röst)
- 1974 – Enhörningens hemlighet (LP) (röst) (även regi)
- 1974 – Rackham den Rödes skatt (LP) (röst) (även regi)
- 1974–1975 – Från A till Ö (TV-serie)
- 1975 – Kung Ottokars spira (LP) (röst) (även regi)
- 1976 – Tintin i Amerika (LP) (röst) (även regi)
- 1976 – Asterix 12 stordåd (röst)
- 1977 – Olle Blom - reporter (TV-serie)
- 1977 – Månen tur och retur (LP) (röst) (även regi)
- 1977 – Tintin hos gerillan (LP) (röst) (även regi)
- 1977 – Gåsa-Pelle (röst)
- 1978 – Grabbarna i 57:an eller Musikaliska gänget (TV-serie)
- 1978 – Tintin i Tibet (LP) (röst) (även regi)
- 1979 – Castafiores juveler (LP) (röst) (även regi)
- 1980 – Spela Allan
- 1980 – Sverige åt svenskarna
- 1980 – Det svarta guldet (LP) (röst) (även regi)
- 1981 – Micke och Molle: Vänner när det gäller (röst)
- 1981 – Vuk - Den lilla rävungen (röst)
- 1981 – Olsson per sekund eller Det finns ingen anledning till oro
- 1982 – Koks i lasten (LP) (röst) (även regi)
- 1983 – Spanarna (TV-serie)
- 1983–1986 – Superted (TV-serie) (röst) (även regi)
- 1983 – Musse Piggs julsaga (röst till Benjamin Syrsa)
- 1983 – Profitörerna (TV-serie)
- 1984 – Sömnen
- 1984 – Det sönderslagna örat (LP) (röst) (även regi)
- 1984 – Tintin i Kongo (LP) (röst) (även regi)
- 1984 – Träpatronerna (TV-serie)
- 1984 – Julstrul med Staffan & Bengt (TV-serie)
- 1985 – Fridas flykt
- 1985 – Nya Dagbladet (TV-serie)
- 1985 – Lösa förbindelser (TV-serie)
- 1986 – Hövdingen (TV-serie)
- 1986 – Faraos cigarrer (LP) (röst) (även regi)
- 1986 – Asterix och britterna (röst)
- 1987 – Paganini från Saltängen (TV-serie)
- 1987 – Blå Lotus (LP) (röst) (även regi)
- 1988 – Guld! (TV-serie)
- 1988 – Liv i luckan med julkalendern (TV-serie)
- 1989 – The Further Adventures of Superted (TV-serie) (röst)
- 1989 – Hassel – Säkra papper
- 1989 – Asterix – bautastenssmällen (röst)
- 1989 – De sju kristallkulorna (Kassett) (röst) (även regi)
- 1989 – Solens tempel (Kassett) (röst) (även regi)
- 1989 – Asterix och hans tappra galler (Kassett) (röst) (även regi)
- 1989 – Asterix och Kleopatra (Kassett) (röst) (även regi)
- 1989 – Asterix och vikingarna (Kassett) (röst) (även regi)
- 1989 – Tvekampen (Kassett) (röst) (även regi)
- 1989 – Asterix och britterna (Kassett) (röst) (även regi)
- 1991 – 1628 (TV-serie)
- 1991 – Asterix drar i fält (Kassett) (röst) (även regi)
- 1991 – Romarnas skräck (Kassett) (röst) (även regi)
- 1991 – Asterix på olympiaden (Kassett) (röst) (även regi)
- 1991 – Rosen och svärdet (Kassett) (röst)
- 1991 – Asterix och goterna (Kassett) (röst)
- 1991 – Infödingen
- 1992 – Kusiner i kubik (TV-serie)
- 1992–2001 – Bananer i pyjamas (TV-serie) (röst)
- 1992–2002 – Rederiet (TV-serie)
- 1992 – Tom & Jerry gör stan osäker (röst)
- 1994 – Svanprinsessan (röst)
- 1999 – Asterix och Obelix möter Caesar (röst)
- 1999 – Amerzone (röst i datorspel)
- 2004 – Kärlekens språk
- 2004 – Sagan om My Little Pony (röst)
- 2005 – Lilla kycklingen (röst)
- 2010 – Trassel (röst)
- 2011 – Arthur och julklappsrushen (röst)
- 2012 – Gustafsson 3 tr (TV-serie)
- 2015 – Glada hälsningar från Missångerträsk
- 2016 – Vaiana (röst)
- 2017 – Syrror (TV-serie)
- 2018–2019 – Andra åket (TV-serie)

## Teater

### Roller (ej komplett)
| År   | Roll                 | Produktion | Regi             | Teater                 |
| ---- | -------------------- | --- | ---------------- | ---------------------- |
| 1960 | Medverkande          | Skräck och skratt, revy Bengt Linder                                                                                     | Sven Paddock     | Casinoteatern          |
| 1961 |                      | Vita hästen Hans Müller och Ralph Benatzky                                                                               | Egon Larsson     | Oscarsteatern          |
| 1962 | Kaliwoda             | Tre valser Oscar Straus, Paul Knepler och Armin Robinson                                                                 | Ivo Cramér       | Oscarsteatern          |
| 1963 | Honett               | Lås in era döttrar Laurie Johnson, Lionel Bart och Bernard Miles                                                         | Ivo Cramér       | Oscarsteatern          |
| 1964 | Jenkins              | Hur man lyckas i affärer utan att egentligen anstränga sig Frank Loesser, Abe Burrows, Jack Weinstock och Willie Gilbert | Folke Abenius    | Oscarsteatern          |
| 1966 | Barnaby Tucker       | Hello, Dolly! Michael Stewart och Jerry Herman                                                                           | Sven Aage Larsen | Oscarsteatern          |
| 1967 |                      | Nalle Puh A.A. Milne | Thor Zackrisson  | Skolbarnsteatern       |
| 1967 | Raoul de St. Brioche | Glada änkan Franz Lehár, Victor Léon och Leo Stein                                                                       | Mimi Pollak      | Oscarsteatern          |
| 1969 |                      | Snark Spike Milligan | Thor Zackrisson  | Maximteatern           |
| 1969 |                      | Ungkarlslyan Burt Bacharach, Hal David och Neil Simon                                                                    | Ivo Cramér       | Oscarsteatern          |
| 1970 | von Endry            | Csardasfurstinnan Emmerich Kálmán, Leo Stein och Béla Jenbach                                                            | Isa Quensel      | Oscarsteatern          |
| 1971 | Rådhjälpare m. fl.   | De vilda svanarna H.C. Andersen                                                                                          | Fred Hjelm       | Stockholms stadsteater |
| 1977 | Daniel Ehrentreich   | Slaget vid Lobositz Peter Hacks                                                                                          | Friedo Solter    | Stockholms stadsteater |
| 1986 |                      | Leva loppan Georges Feydeau                                                                                              | Pierre Fränckel  | Vasateatern            |
| 1989 | Medverkande          | Skrattverket, revy | Mille Schmidt    | Intiman                |
| 1989 | Monsieur Firmin      | Fantomen på Operan Andrew Lloyd Webber, Charles Hart och Richard Stilgoe                                                 | Harold Prince    | Oscarsteatern          |
| 1990 | Medverkande          | Skrattverket, revy | Mille Schmidt    | Intiman                |
| 2000 |                      | Lorden från gränden L. Arthur Rose och Noel Gay                                                                          | Thomas Ryberger  | Intiman                |
| 2003 |                      | Bussresan Ulf Larsson | Ulf Larsson      | Vasateatern            |
| 2004 | Johan Johnsson       | Söderkåkar Gideon Wahlberg                                                                                               | Ulf Larsson      | Tantogården            |
| 2004 |                      | Vilken OSis!, revy Ulf Larsson                                                                                           | Ulf Larsson      | Nya Casinoteatern      |
| 2005 | Portis               | Artisten – Nacka Skoglund Story Ulf Larsson                                                                              | Ulf Larsson      | Nya Casinoteatern      |